# Birmingham (Michigan)
Birmingham è una città degli Stati Uniti d'America nella Contea di Oakland, nello Stato del Michigan. Si trova nell'area metropolitana di Detroit.